# Чуката (село)
Вижте пояснителната страница за други значения на Чуката.
Чуката е бивше село в Южна България, намиращо се в община Лъки, област Пловдив.

## География
Село Чуката се намира в планински район.

## История
Към 1934 г. селото има 40 жители, но през 80-те години се обезлюдява. През 2012 г. селото е закрито.